# Косово (Новгородская область)
Косово — деревня в Батецком районе Новгородской области, входит в состав Батецкого сельского поселения.
Находится в непосредственном соседстве (с восточной стороны) с райцентром Батецкий. Через деревню протекает река Удрайка.